# ديمتريوس الأول (بابا الإسكندرية)
الأنبا ديمتريوس الكرَّام (ديميتريوس الأول) بابا الإسكندرية وبطريرك الكنيسة القبطية الثاني عشر. (191 - 232)
كان كرَّامًا، وكان متزوجًا. اشتهر بخلافه مع أوريجانوس على طريقة تحديد موعد عيد القيامة، كما اشتهر لوضعه الحساب الأبقطي لاستخراج مواقيت الصيام وفق قواعد ثابتة.